# السلام للنقل البحري
شركة السلام للنقل البحري هي شركة مصرية مملوكة لرجل الأعمال المصري الهارب من مصر الى لندن  ممدوح إسماعيل ، الشركة تمتلك 15 زورقا بحريا لنقل المسافرين عبر البحر الأحمر بين موانئ مصر والسعودية والأردن. وتعد شركة السلام للنقل البحري المالكه لسفينة حادث عبارة السلام 98.